# Jüdischer Friedhof Speicher
Der Jüdische Friedhof Speicher ist ein Friedhof in der Stadt Speicher im Eifelkreis Bitburg-Prüm in Rheinland-Pfalz. Er steht als Kulturdenkmal unter Denkmalschutz.

## Geographische Lage
Der jüdische Friedhof befindet sich am nördlichen Rand der Stadt und liegt über dem Kylltal. Das Gelände befindet sich in relativ steiler Hanglage. Etwas weiter östlich verläuft die Landesstraße 36.

## Geschichte
Das Friedhofsgelände wurde Ende des 19. Jahrhunderts an dieser Stelle angelegt.
Es sind insgesamt sieben Gräber erhalten. Von diesen stammen sechs Grabstätten aus dem Jahre 1920. Die Gräber weisen eine quadratische Form auf, auf denen die Grabsteine liegend angebracht wurden. Das siebte Grab ist wesentlich älter und besitzt eine deutsche sowie eine hebräische Inschrift. Anders als bei den sechs neuzeitlichen Gräbern wurde hier der Grabstein senkrecht errichtet. Es handelt sich um einen aus Sandstein gefertigten, voluminösen Grabstein, der die anderen deutlich überragt.
Siehe auch: Liste der Kulturdenkmäler in Speicher (Eifel) – Denkmalzonen, Denkmalzone Jüdischer Friedhof